# Лоскуња
Лоскуња је насељено место на Кордуну, у саставу општине Војнић, Карловачка жупанија, Република Хрватска.

## Историја
Лоскуња се од распада Југославије до августа 1995. године налазила у Републици Српској Крајини.

## Становништво
Лоскуња је према попису из 2011. године имала 58 становника.

### Број становника по пописима
| Националност   | 2001. | 1991. | 1981. | 1971. | 1961. | 1953. | 1948. | 1931. | 1921. | 1910. | 1900. | 1890. | 1880. | 1869. | 1857. |
| бр. становника | 76    | 108   | 112   | 137   | 163   | 186   | 182   | 218   | 186   | 167   | 187   | 181   | 158   | 169   | 177   |

### Национални састав
| Националност       | 2001.       | 1991.       | 1981.        | 1971.        | 1961.        |
| Хрвати             | 46 (60,52%) | 0           | 1 (0,89%)    | 3 (2,18%)    | 5 (3,06%)    |
| Срби               | 30 (39,47%) | 99 (91,66%) | 104 (92,85%) | 133 (97,08%) | 156 (95,70%) |
| Југословени        | 0           | 4 (3,70%)   | 2 (1,78%)    | 0            | 0            |
| остали и непознато | 0           | 5 (4,62%)   | 5 (4,46%)    | 1 (0,72%)    | 2 (1,22%)    |
| Укупно             | 76          | 108         | 112          | 137          | 163          |